# Waterhen (Schiff)
Die HMS Waterhen (G28/D22) war ein Zerstörer der Admiralty-W-Klasse, der von 1918 bis 1933 bei der Royal Navy und dann bei der Royal Australian Navy (RAN) als HMAS Waterhen (D22/I22) Dienst tat. Am 29. Juni 1941 wurde die Waterhen auf einer Versorgungsfahrt zum belagerten Tobruk durch deutsche und italienische Sturzkampfbomber schwer beschädigt. Der Versuch, sie einzuschleppen, scheiterte und sie sank am 30. Juni 1941. Sie war der erste Verlust eines Fahrzeugs der Royal Australian Navy im Zweiten Weltkrieg.

## Baugeschichte

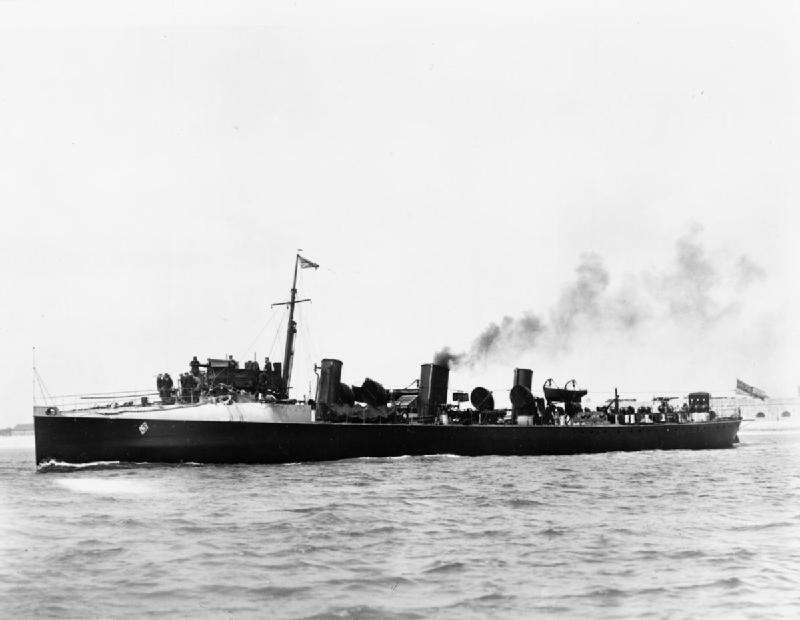
Die HMS Chamois von 1896

Die Werft der Palmers Shipbuilding and Iron Company in Jarrow am Tyne begann 1856 mit dem Bau von Kriegsschiffen und fertigte bis 1932 Schiffe aller Typen. Ab 1895 (Janus-Klasse, 275 tn.l.) baute sie auch 28 Zerstörer für die Royal Navy. Von diesen wurde die 1910 abgelieferte HMS Viking der Tribal-Klasse der letzte von Palmers vor dem Kriegsausbruch fertiggestellte Zerstörer.
Schon vor dem Kriegsbeginn begann die Werft den Bau von zwei Zerstörern der Admiralty-M-Klasse als letzten Friedensauftrag, von denen die Werft bis 1917 insgesamt zehn Boote auslieferte. Sie erhielt auch Aufträge für zwei Boote der Admiralty-R-Klasse und zwei Boote der Admiralty-W-Klasse mit der am 11. November 1918 fertiggestellten Wryneck und Waterhen. Die Kiellegung der Waterhen erfolgte im Juli 1917, am 26. März 1918 lief sie vom Stapel und am 17. April 1918 wurde sie fertiggestellt. Die Waterhen war der dreizehnte von vierzehn während des Krieges von Palmers gelieferten Zerstörern, wo aber weiterhin auch andere Schiffe gebaut wurden, von denen das Schlachtschiff Resolution das größte war. Vier noch im Krieg begonnene Zerstörer der S-Klasse wurden erst 1919 fertiggestellt.
Die 19 Zerstörer der Admiralty-W-Klasse war eine von sechs ähnlichen Klassen, die zum Ende des Ersten Weltkriegs in Dienst kamen. Sehr ähnlich waren die Admiralty-V-Klasse (23 Boote), der die Untergruppe der Admiralty V class leader (5) voranging und die von Thornycroft gebauten leicht abweichenden Boote der Thornycroft V and W class (4) und Thornycroft modified W class (2) sowie die Admiralty modified W class (14 fertiggestellt, 38 nicht beendet). Von allen Unterklassen wurden 67 Boote fertiggestellt.
Zwischen den beiden Weltkriegen bildeten die Schiffe der V- und W-Klasse das Rückgrat der britischen Zerstörerflottillen, bis sie ab Beginn der 1930er-Jahre durch neuere, modernere Schiffe ersetzt wurden. Bis Mitte der 1930er-Jahre waren die meisten der Schiffe in die Reserveflotte verlegt worden. Viele davon wurden später im Zweiten Weltkrieg als Geleitschiffe für Versorgungskonvois eingesetzt. Die Royal Navy entwickelte Mitte der 1930er-Jahre drei Standardumbauten, wodurch modernere Schiffe für den Einsatz mit den Flotteneinheiten frei wurden.

## Einsatzgeschichte
Die im April 1918 fertiggestellte HMS Waterhen wurde in den aktiven Dienst der britischen Royal Navy übernommen und nahm noch am Kriegsgeschehen des Ersten Weltkriegs teil. Sie kam zur 12. Zerstörerflottille der Grand Fleet.
 
Später gehörte sie zur britischen Atlantikflotte und dann zur Mittelmeerflotte, wo sie zuletzt der 1. Zerstörerflottille angehörte.

### Teil der Royal Australian Navy

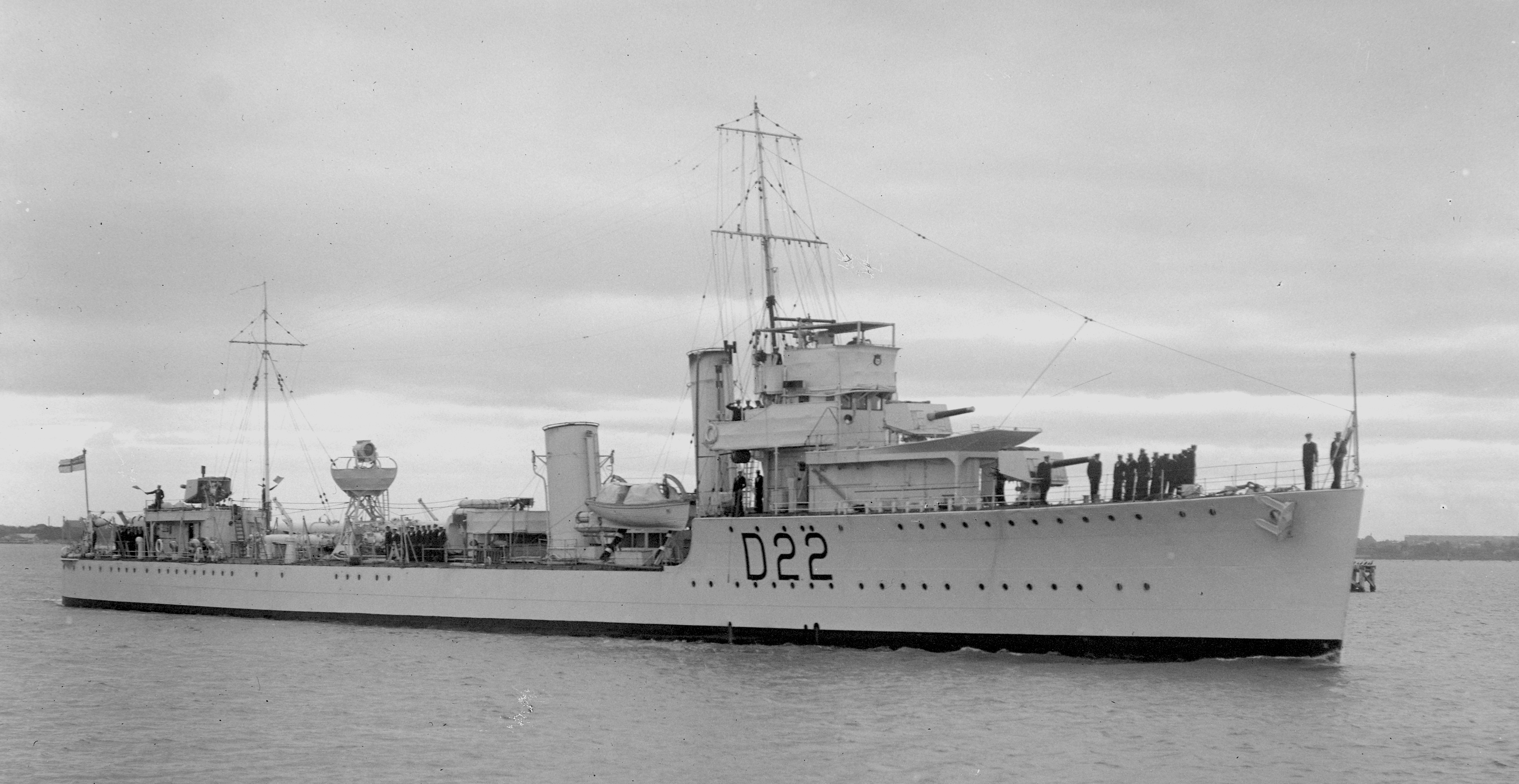
Die HMAS Waterhen

Die HMS Waterhen wurde am 11. Oktober 1933 in Portsmouth an die Royal Australian Navy übergeben und formell in HMAS Waterhen umbenannt. Neben ihr wurden noch die Zerstörer HMS Vampire, HMS Vendetta, HMS Voyager der Admiralty V- und W-Klasse und der Flottillenführer HMS Stuart an Australien abgegeben. Die Boote marschierten gemeinsam bis zum 21. Dezember 1933 nach Australien und ersetzten die bisherige australische Flottille, die aus dem Flottillenführer HMAS Anzac und den Zerstörern der S-Klasse Stalwart, Success, Swordsman, Tattoo und Tasmania bestand und verschrottet werden sollte.
Am 9. Oktober 1934 wurde die Waterhen der Reserve der australischen Marine zugeteilt und durch HMAS Vendetta in der aktiven Flotte ersetzt. Am 14. April 1936 kam sie für die in Reserve gehende HMAS Voyager wieder zur aktiven Flotte. Am 1. Juni 1938 wurde sie mit der Vendetta und dem Flottillenführer Stuart zur Reserve versetzt. Wegen der europäischen Krise im Herbst 1938 wurde sie kurzzeitig vom 26. September bis zum 10. November wieder aktiviert. Am 1. September 1939 wurde der Zerstörer wegen des Kriegsausbruchs endgültig wieder in Dienst gestellt.

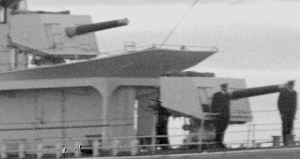
Die vorderen 4"-Geschütze der Waterhen

Zusammen mit den anderen australischen Zerstörern verließ die Waterhen am 14. Oktober 1939 Australien, um gemäß dem Mobilisierungsplan auf der China Station in Singapur Dienst zu leisten. Zusammen mit der ebenfalls wieder in Dienst gestellten Stuart und der Vendetta trat sie den Verlegungsmarsch von Sydney aus an, während sich die beiden anderen Boote in Fremantle befanden und auf dem Weg zum Verband stießen. Noch während des Anmarsches fiel die Entscheidung, die Zerstörer im Mittelmeer einzusetzen, wo die Boote von der deutschen Propaganda als „Alteisen-Flottille“ bezeichnet wurden. Die fünf Zerstörer liefen zu ihrem neuen Einsatzgebiet am 13. November aus Singapur aus.

### Kriegseinsätze
Das Auftreten des deutschen Panzerschiffs Admiral Graf Spee am 15. November im Indischen Ozean führte zur Auflösung des Marschverbandes und zur Verteilung der australischen Zerstörer auf verschiedene Jagdgruppen, die das deutsche Panzerschiff finden sollten, das sich jedoch schon auf dem Rückmarsch in den Atlantik befand.
Die Waterhen lief nach Colombo und schloss sich am 20. November der Gruppe mit dem Flugzeugträger Eagle und den Schweren Kreuzern Cornwall und Dorsetshire an, der sich auch noch die Vendetta anschließen sollte, die aber vorerst in Penang zurückblieb. Die Waterhen verließ am 14. Dezember die Jagdgruppe, nachdem die Briten am 13. Dezember das Panzerschiff vor Montevideo gestellt hatten. Am 17. Dezember erreichte sie Malta, wo die Vendetta schon am 14. eingetroffen war. Beide übernahmen am 24. dann ein Geleit nach Marseille.
Als im Juni 1940 Italien in den Krieg eintrat, verlegten die Zerstörer nach Alexandria und bildeten dort mit britischen Zerstörern die 10. Zerstörerflottille. Am 11./12. Juni 1940 war die Waterhen den Sicherungseinheiten des Flugzeugträgers Eagle und der Schlachtschiffe Malaya und Warspite zugeteilt. Zum Verband, der in das östliche Mittelmeer vorstieß, gehörte auch der australische Kreuzer Sydney. Nach einem U-Jagd-Einsatz mit den australischen Booten Stuart, Vampire und Vendetta folgte am 26./27. Juni zusammen mit den beiden letztgenannten Zerstörern und dem Kreuzer Orion ein Kommandoeinsatz gegen die italienische Insel Castellorizo vor der türkischen Küste. Die Waterhen unterstützte die Landtruppen von Juli bis September und wieder in der aus den vier australischen Zerstörern (ohne Stuart) neugebildeten Force B ab Dezember beim Vormarsch in der Cyrenaika. Am 30. Januar 1941 kollidierte sie vor Sollum mit dem britischen Trawler Bandolero, der sank.
Der Zerstörer wurde erheblich beschädigt und war erst ab dem 5. März wieder einsatzbereit. Am 7. März begleitet er erstmals Transporter nach Piräus. Anfang April wurde die Waterhen wieder zur Sicherung der Versorgung von Tobruk eingesetzt und rettet am 14. 470 Verwundete und Pflegepersonal vom bombardierten Hospitalschiff Vita. Am Ende des Monats folgen weitere Einsätze zur Sicherung, Versorgung und Evakuierung von Truppen in Griechenland.
 Ab dem 5. Mai 1941 versorgt die Waterhen mit der Voyager das eingeschlossene Tobruk, unterbrochen von einer Fahrt am 16. zusammen mit Voyager, dem Kreuzer Coventry und der Sloop Auckland nach Kreta mit Truppenverstärkungen.

## Verlust derWaterhen
Auf der 13. Versorgungsfahrt der Waterhen nach Tobruk am 29. Juni 1941 zusammen mit der Defender wurden die Zerstörer von deutschen und italienischen Junkers-Ju-87-Sturzkampfbombern angegriffen. Diese erzielten auf der Waterhen keinen direkten Treffer. Die sehr nah am Boot explodierenden Bomben setzen jedoch die Steuerung außer Gefecht und verursachten ein großes Leck im Maschinenraum. Die Defender übernahm die Besatzung einschließlich aller Verletzten. Da die Bomber abdrehten und keine weiteren Luftangriffe erfolgten, nahm die Defender beim Hereinbrechen der Dunkelheit die Waterhen in Schlepp. Kurz nach Mitternacht war aber klar, dass eine Rettung des beschädigten Schiffes unmöglich war und die HMAS Waterhen sank am 30. Juni 1941 auf der Position 32° 15′ N, 25° 20′ O.
Der Untergang der Waterhen war der erste Kriegsschiffverlust der Royal Australian Navy während des Zweiten Weltkriegs.